# Helix philibinensis
Helix philibinensis is een slakkensoort uit de familie van de Helicidae. De wetenschappelijke naam van de soort is voor het eerst geldig gepubliceerd in 1839 door Rossmassler.